# Гордєєв Олександр Миколайович
Гордєєв Олександр Миколайович (16 березня 1956 року село Ундіно-Посельє Балейского району Читинської області РРФСР — 10 лютого 2019 року, місто Керч, Автономна республіка Крим, Україна) — російський письменник, прозаїк.

## Біографія
Закінчив сільську школу. Після строкової військової служби (прикордонні війська) працював кореспондентом окружної газети «Агінська правда». Пізніше був кореспондентом багатотиражної газети в Омську, машиністом нафтоперегінної установки, пожежником, редактором в Читинському відділенні Східно-Сибірського книжкового видавництва. Друкувався в обласній періодиці. Навчався в Літературному інституті імені Горького. Останні два роки життя проживав у Керчі.

## Творчість
Творчість письменника різнопланова, вирізняється поєднанням життєвої мудрості, іронії та фантастики з філософським ухилом, дитячою тематикою. Дебютував у 1981 році оповіданням «Пічник Трофімич». Автор роману «Молодий Бояркін» (1988), в якому піднімаються питання морально-психологічного характеру сучасного суспільства. Його головний герой Микола Бояркін розмірковує про сенс життя на землі і приходить до власної теорії безсмертя, що збігається з ідеями Миколи Федорова, Лева Толстого і Федора Достоєвського. Доля героя складається непросто, він проходить шляхом проб і помилок до висновків про велике космічне майбутнє людства. Ця ж тема знаходить розвиток у фантастичній повісті «Не бійся темного сну...» (2001). «Темний сон», на думку автора, — це образ смерті, в той же час смерть — це сон, з якого людина здатна вийти. Дія відбувається в далекому майбутньому, коли людство приступає до небаченого завдання — відродження всіх своїх предків. У творі «Нескінченна книга. Вчення відкритого погляду» (2003) автор розмірковує про будову Всесвіту, внутрішнього світу людини і про те, яким вона повинна бути, щоб відповідати образу «вічної людини». Збірка новел і притч «Прості істини» (2006) містить роздуми про життєве і побутове. Герої книги «Посмішка хвостом» (2006) — дві собаки, що опиняються в різних кртичних ситуаціях, але володіючи філоським, майже людським мисленням, з легкістю виходять із них.
За мотивами п'єси Гордєєва «Блакитне, ледь аквамаринове небо» в Московському драматичному театрі імені Єрмолової в 2015 році поставили спектакль «ТиЯ», який потім був неодноразово показаний в інших театрах Росії.
Олександр Гордєєв — член Спілки письменників Росії з 1990 року, керував семінаром прози в обласній письменницькій організації. У 2009 році брав участь в роботі XIII з'їзду Спілки письменників Росії. З 2009 по 2015 рік очолював Забайкальський крайову письменницьку організацію.

## Захоплення
Професійна фотографія і відеографія, лікувальні практики.

## Вибрана бібліографія
- Молодой Бояркин: роман / Худож. А. Самарин. — Иркутск: Вост.-Сиб. кн. изд., 1988. — 208 с.
- Американская сказка // Сиб. быль. — Чита, 2000 (совм. с О. Димовым).
- Не бойся темного сна // Не бойся темного сна: фантастические повести / Александр Гордеев, Олег Димов; худож. А. В. Декин. — Чита: Поиск, 2001. — С. 3-100.
- Бесконечная книга: Учение открытого воззрения. — Чита: Поиск, 2003. — 248 с.
- Простые истины: новеллы, притчи / Худож. А. В. Декин. — Чита: Поиск, 2006. — 216 с.
- Улыбка хвостом / Худож. А. Декин. — Чита: Экспресс — изд-во, 2006. — 64 с.: ил.